# Ch'oe Ŭi
 (signalé en mai 2025).
Si vous disposez d'ouvrages ou d'articles de référence ou si vous connaissez des sites web de qualité traitant du thème abordé ici, merci de compléter l'article en donnant les références utiles à sa vérifiabilité et en les liant à la section « Notes et références ».
- Archive Wikiwix
- Bing
- Cairn
- DuckDuckGo
- E. Universalis
- Gallica
- Google
- G. Books
- G. News
- G. Scholar
- Persée
- Qwant
- (zh) Baidu
- (ru) Yandex
- (wd) trouver des œuvres sur Wikidata

Ch'oe Ŭi (hangeul : 최의 ; hanja : 崔竩 ; RR : Choe Ui), est un chef militaire coréen né en 1233 et mort en 1258. C'est l'un des chefs du régime militaire du Koryŏ. Il est assassiné par Kim Jun, ce qui permet au roi Kojong puis à son héritier Wonjong de retrouver la réalité du pouvoir.